# Комунистическа партия на Испания
Комунистическата партия на Испания (на испански: Partido Comunista de España) е крайнолява комунистическа политическа партия в Испания.
Създадена е през 1921 година с обединението на Испанската комунистическа партия и Испанската комунистическа работническа партия. В продължение на дълги периоди действа в нелегалност, придобивайки значително влияние по време на Гражданската война от 1936 – 1939 година. От 1986 година развива дейността си като част от коалицията Обединена левица, в която участват и други по-малки крайнолеви партии.